# イルミネーションズ:リフレクション・オブ・アース

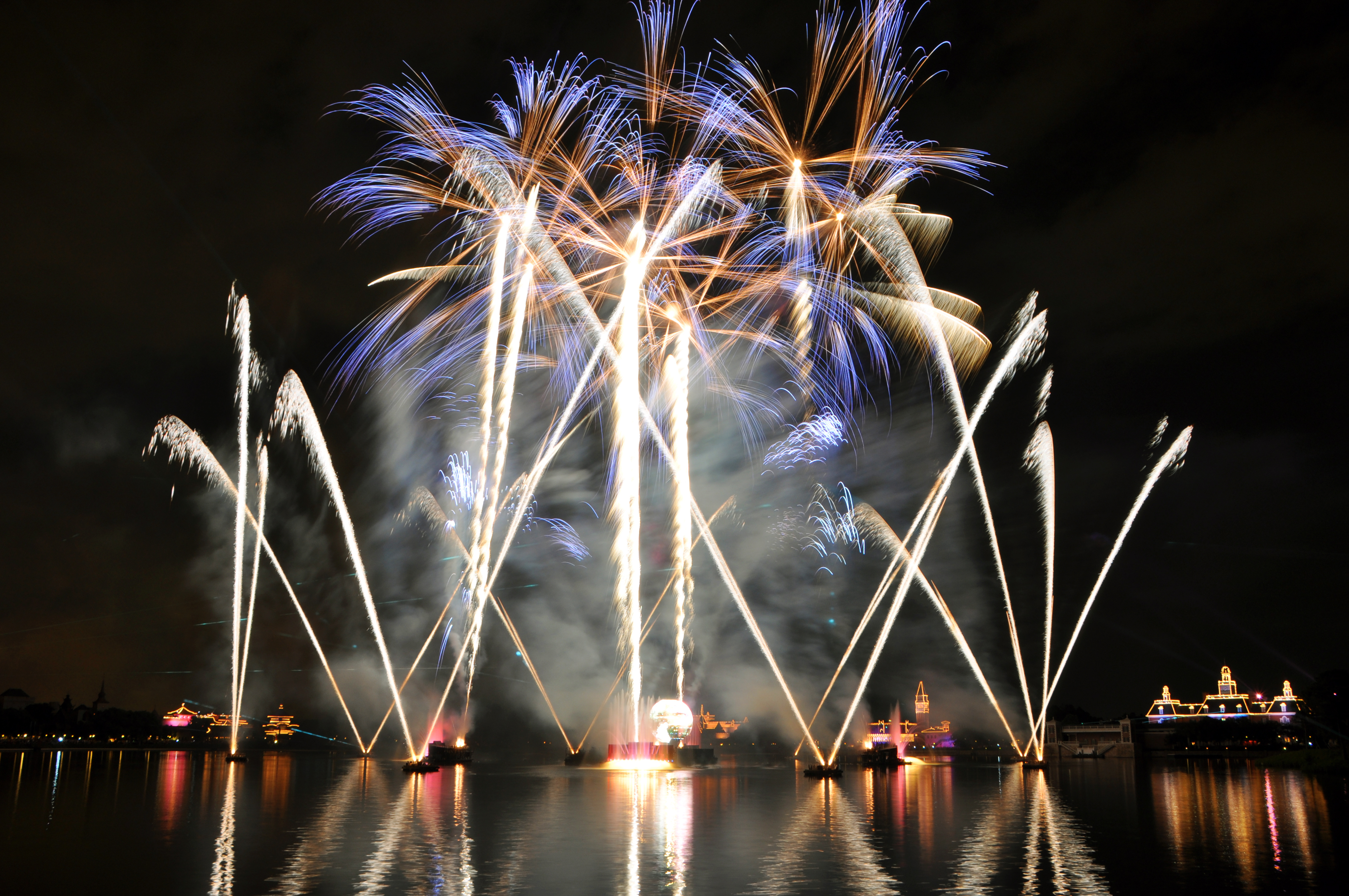
イルミネーションズ:リフレクション・オブ・アース

イルミネーションズ:リフレクション・オブ・アース（英語：IllumiNations: Reflections of Earth）は、アメリカ合衆国フロリダ州オーランドのウォルト・ディズニー・ワールド・リゾートにあるディズニーパークのうちの1つエプコットで公演されていたエンターテイメントショーである。

## 概要
ウォルト・ディズニー・ワールド・リゾート内のディズニーパーク、エプコットで1999年10月1日にイルミネーションズ 2000:リフレクション・オブ・アースとして公演が開始された。1999年から2000年にかけてウォルト・ディズニー・ワールド・リゾートで行われたイベント、「ウォルト・ディズニー・ワールド・ミレニアム・セレブレーション」の一環として開始されたため、名前に2000と付いていたがイベント終了後に名称が変更され、現在の名称となった。
2005年よりシーメンスがスポンサーとなっていた。2019年9月30日に終演となった。

## 内容

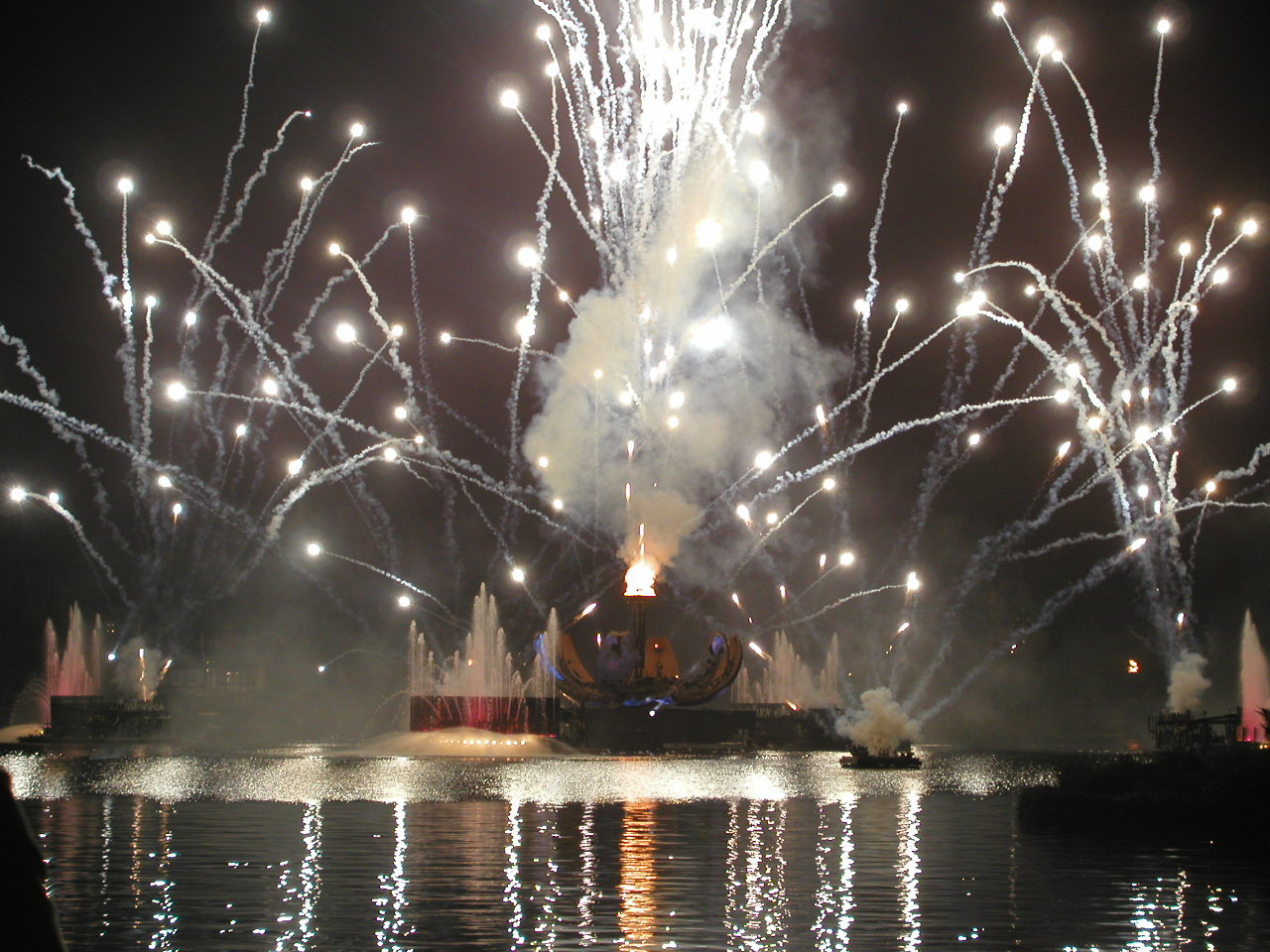
ショー中盤で開いた状態の地球儀のバージ

エプコットのワールド・ショーケース内の巨大な湾に花火やパイロテクニクス、トーチなどを使った壮大なショーである。中央に地球儀の形をしたバージが登場し、そこに映像が投射されることで地球の歴史などを表現していた。一回のショーにつき2800発もの花火が打ち上げられるため、一回の公演につき25,000ドルかかっていた。